# 哈瓦仕

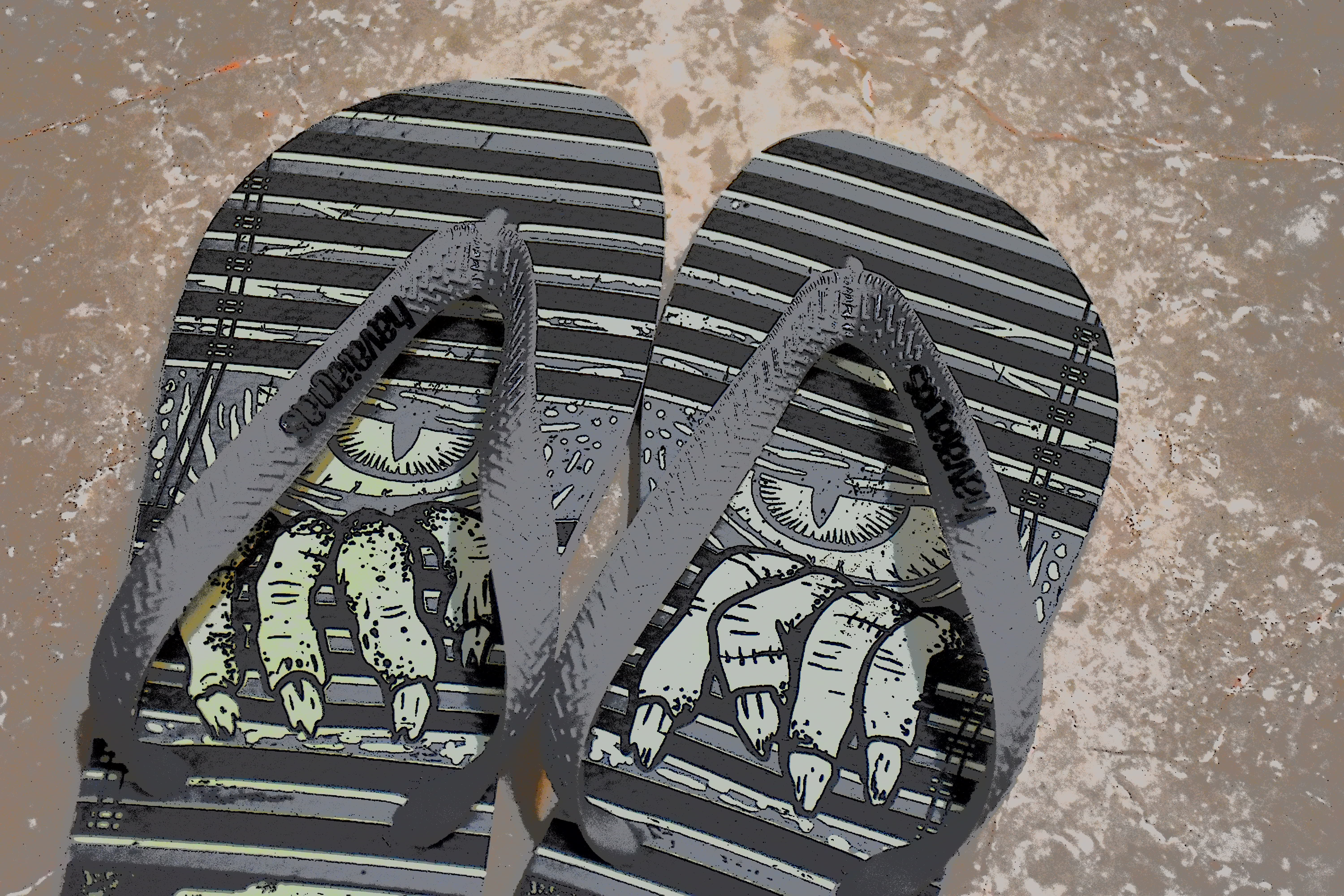
Havaianas Product with Zombie pattern design

Havaianas是一個由Scotsman Robert Fraser於1962年創建的巴西人字拖鞋品牌，該品牌目前由巴西製造公司Alpargatas擁有。其名稱Havaianas一詞來自葡萄牙語的“夏威夷人”。
在受到日本草履鞋設計的啟發後，Fraser首創以橡膠量產人字拖。最初，所有的Havaianas拖鞋之樣式皆為白色內底加上彩色外底與鞋帶。由於其簡約設計與低廉價格，這些拖鞋在巴西社會底層之間廣受歡迎。
1994年，其製造商為呼應流行風潮發表了八款稱作Havaianas Top的單色拖鞋。此後，該品牌之產品方開始流行於巴西社會地位較高者之間。1998年，隨著即將在法國舉行的FIFA世界杯，Havaianas推出了一系列在鞋帶上飾有縮小巴西國旗圖樣的人字拖鞋，以表明對巴西隊的支持。   現在，Havaianas拖鞋經常可以在海邊活動用品店等通路購得。

## 連結
- havaianas（页面存档备份，存于）